# Szpęgawsk
Szpęgawsk est un village de la gminia de Starogard Gdański dans le Powiat de Starogard en Pologne.
Sa population est d'environ 620 habitants.
Pendant la Seconde Guerre mondiale, plusieurs milliers de civils ont été exécutés dans la forêt de Szpęgawsk (en).